# 袁奇峰
袁奇峰（1985年1月28日—），华语影视演员，出生于台湾，五岁定居中国大陆，毕业于广东粤剧学校。曾在《巴啦啦小魔仙》和《巴啦啦小魔仙大电影》中饰演游乐王子。

## 早年生活
袁奇峰出生于台湾省台南县，三四岁时在台湾拍过广告，五岁时跟随家人到中国大陆定居。由于父母忙于做生意，他先在海南陪外公生活一段时间，直到九岁再随父母迁居广东汕头。袁奇峰原先学习舞蹈，2000年考入广东粤剧学校之后在老师的劝说下改学表演。

## 演艺事业
2002年，初入影坛的袁奇峰在电视剧《隋唐英雄传》中饰演小角色，尝试了一些古装造型。经纪人和朋友认为他适合演古装剧、具备走红的潜质，还有人邀请他去北京发展。当时他只想把演员当成正常上下班的职业，而外出拍戏会使这一职业变得不规律，因此选择了放弃。
2007年，袁奇峰接到儿童电视剧《巴啦啦小魔仙》的剧本。他一开始觉得剧情有些幼稚而拒绝出演，直到与片方谈妥之后才答应。次年，这部电视剧正式播出，袁奇峰在剧中饰演男主角游乐王子。2009年1月，受邀出席南方电视台少儿频道《巴啦啦漂亮宝贝》总决赛。
2012年，随《巴啦啦小魔仙》原班人马领衔主演《巴啦啦小魔仙大电影》，该電影于次年1月31日在全国上映。2013年1月，出演中国抗日战争题材电影《嗨起，打他个鬼子》，首次上演结婚戏以及动作戏；同年，参演爱情微电影《新桃色交易》。之后，他慢慢地淡出影视行业，亦不再拍摄广告，转行做商人。
2019年5月，袁奇峰因网络迷因再度走红，由此重返演艺界。6月，与黄一山、李子雄等演员合作出演电影《致我们的少女时代》。随后参加湖南卫视综艺节目《快乐大本营》，担任游戏环节线索人物。8月上旬，作为嘉宾参与录制腾讯视频综艺节目《演员请就位》。2020年9月，参加广东卫视知识文化竞技类节目《见多识廣》第二季。

## 影视作品

### 电影
| 年份   | 名称                   | 角色     | 备注                       |
| ------ | ---------------------- | -------- | -------------------------- |
| 2013年 | 《巴啦啦小魔仙大电影》 | 游乐王子 | 《巴啦啦小魔仙》同名大电影 |
| 2013年 | 《嗨起，打他个鬼子》   | 班佑民   |                            |
| 2013年 | 《新桃色交易》         | 王弈     | 微电影                     |

### 电视剧
| 年份   | 名称             | 角色     | 备注 |
| ------ | ---------------- | -------- | ---- |
| 2003年 | 《隋唐英雄传》   | 不適用   |      |
| 2008年 | 《巴啦啦小魔仙》 | 游乐王子 |      |

### 综艺节目
| 年份   | 頻道/平台          | 節目名稱                 | 備註 |
| ------ | ------------------ | ------------------------ | ---- |
| 2009年 | 南方电视台少儿频道 | 《巴啦啦漂亮宝贝》总决赛 | 嘉宾 |
| 2019年 | 湖南卫视           | 《快乐大本营》           | 嘉宾 |
| 2019年 | 腾讯视频           | 《演员请就位》           | 嘉宾 |
| 2020年 | 广东卫视           | 《见多识》第二季         | 选手 |

## 人物事件

### 网络迷因
2008年播出的电视剧《巴啦啦小魔仙》中，袁奇峰饰演的游乐王子有部分台词发音不标准，例如“雨女无瓜”（与你无关）、“要泥寡”（要你管）。2019年5月，哔哩哔哩弹幕视频网站up主“吴木木-”、“桃子啊Taozii”先后将这些口胡片段剪辑成搞笑视频，引发网民的关注。袁奇峰起初是感到意外，但他很快地适应下来，也跟着网友调侃自己。

### 茶包风波
2020年2月，袁奇峰直播带货售卖某中医茶包，声称是“国家中医研发出有效预防病毒的茶包配方”。此举被指涉嫌虚假宣传、“发国难财”。对此，袁奇峰回应称，自己是在查验厂家的营业执照、食品生产许可证等相关资料后才选择直播，仅是送出了一些产品，没有给厂家带来实际销售，因此没有获得收益。